# Escuela de Mecánica de la Armada
La Escuela de Mecánica de la Armada (école de mécanique de la Marine ou ESMA) était une école de la Marine argentine située à Buenos Aires (armada en espagnol, 'marine de guerre').
De 1976 à 1983, le bâtiment, tout comme le Club Atlético et Automotores Orletti, est utilisé par la dictature militaire argentine comme centre clandestin de détention où sont pratiqués des actes de torture et des assassinats.
Près de 5 000 opposants à la junte militaire argentine ont « disparu » dans l'enceinte de l'ESMA qui était alors le plus important des 500 centres de détention utilisés au cours de la guerre sale. L'ESMA abrite l'état-major de la répression, avec des chambres de torture et des pouponnières pour les bébés enlevés dès leur naissance aux détenues. Des militaires comme Alfredo Astiz (« l'ange blond de la mort ») y opérèrent.
En 2004, l'école est transférée à la base navale de Puerto Belgrano, à 28 km de Bahia Blanca. Les anciens bâtiments situés à Buenos Aires deviennent un musée pour la mémoire et la défense des Droits de l'homme. En septembre 2023, l'ESMA est inscrite au patrimoine mondial de l'UNESCO, une première pour un lieu de mémoire.

## Le Casino des Officiers
C'est dans ce bâtiment que la plupart des tortures avaient lieu et que les prisonniers étaient détenus. Les prisonniers étaient enlevés puis encapuchonnés pour qu'ils ne reconnaissent pas leur itinéraire. On les conduisait d'abord dans le sous-sol, ou Sotano, du Casino, ou ils étaient interrogés sous la torture pour la première fois. Il y avait trois méthodes : les coups, le supplice de la baignoire et les picadas electricas, bâtons électriques utilisés pour frapper les détenus dans des endroits stratégiques tels que le vagin pour les femmes ou les testicules pour les hommes. 

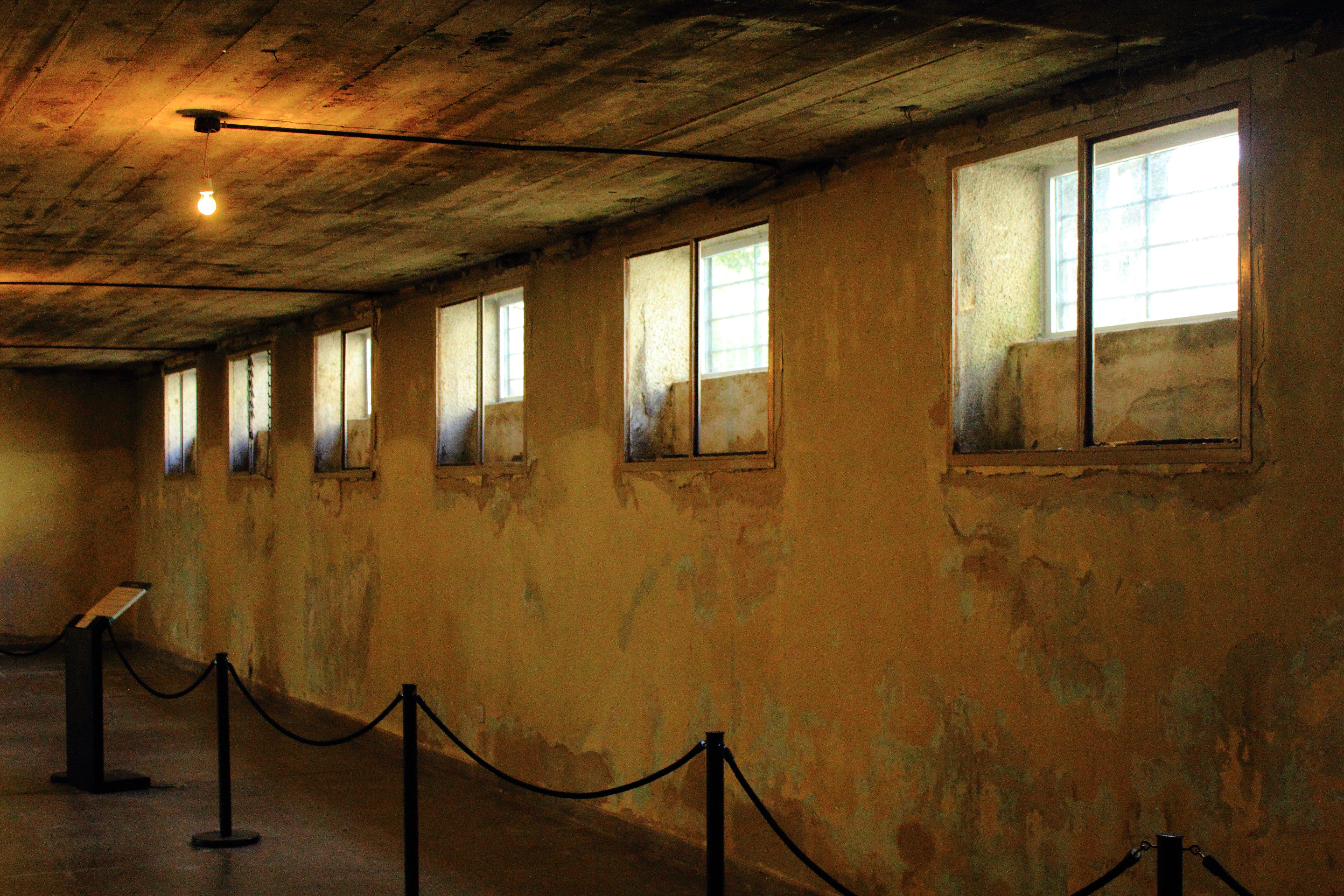
Le Sótano

Les sévices duraient parfois plusieurs jours. Ensuite, les détenus étaient conduits en escalier ou en ascenseur à la Capucha ou à la Capuchita, les lieux de détention ainsi nommés en raison des capuches que portaient les détenus. Éclairés à la lumière artificielle, soumis à la chaleur accablante en été et au froid mordant en hiver, victimes de sévices sexuels, réduits à un simple numéro et parfois contraints de faire leurs besoins à même le sol, les détenus (qui incluaient des mineurs) avaient interdiction de parler entre eux et étaient entassés les uns à côté des autres au mépris de toutes les règles du droit international.
Les femmes enceintes qui étaient enlevées, parfois à sept mois de grossesse, bénéficiaient d'un léger traitement de faveur. Elles étaient dans des cellules individuelles ou partagées à deux. En revanche, leur état ne les dispensait pas de torture. Quand elles donnaient naissance aux bébés, on leur faisait écrire une carte avec le nom et le poids de l'enfant à destination de leur famille, et on leur assurait qu'il serait restitué à leurs familles. En réalité, les familles ne voyaient jamais ces bébés, confiés à des familles proches du pouvoir. On estime à 36 le nombre de bébés nés au sein de l'ESMA.
Dans le Casino, les tortionnaires stockaient également dans le Paño les objets des détenus et organisaient le vol de leurs biens en leur faisant signer des actes de vente par la force. Certains durent également effectuer des travaux forcés, notamment de propagande ou de création de faux papiers, au service de leurs bourreaux. Quand on estimait qu'il  fallait se débarrasser des détenus, on organisait leur « transfert », mot pudiquement utilisé pour désigner leur élimination. Les détenus étaient amenés au Sotano ou on leur injectait une drogue, le pentonaval, pour les endormir, avant de les envoyer aux vols de la mort.

## Musée de la mémoire

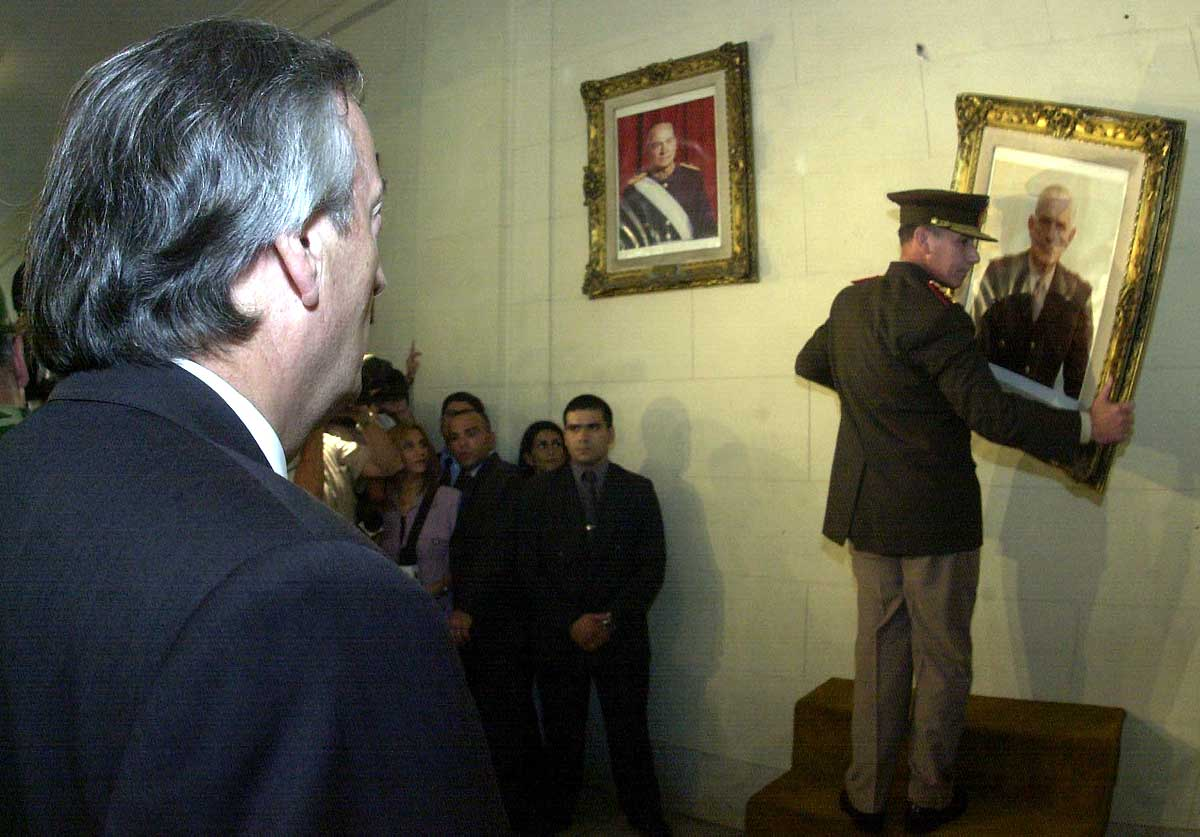
Mars 2004, le Président Néstor Kirchner observe le retrait du portrait de Bignone à l'École de Mécanique de la Marine

Selon les vœux du président argentin Néstor Kirchner, les locaux de cet ancien centre de détention clandestin accueillent depuis août 2004 un musée de la Mémoire dédié aux 30 000 « disparus » de la dictature. Les différentes écoles de la Marine qui fonctionnent dans cette enclave militaire de 17 hectares ont été transférées.
Néstor Kirchner a décroché lui-même d'une des salles du Collège militaire de la nation les portraits de Jorge Rafael Videla, ex-chef d'état-major des armées argentines et instigateur du coup d'Etat du 24 mars 1976, et du général Reynaldo Bignone, dernier « président » de la dictature, assigné en résidence surveillée et accusé d'« enlèvements d'enfants ».
En septembre 2023, l'ESMA intègre le patrimoine mondial de l'UNESCO, après un vote favorable du Comité du patrimoine mondial réuni à Ryad. Chaque année depuis son ouverture, le musée est visité par environ 150 000 personnes, entre écoliers, Argentins ou touristes.

## Participation aux « vols de la mort »
« En 1977, j'étais lieutenant de vaisseau affecté à l'ESMA. J'ai participé à deux transferts aériens de subversifs. On leur annonçait qu'ils allaient être transportés dans une prison du sud du pays et que, pour éviter les maladies contagieuses, ils devaient être vaccinés. En fait, on leur injectait un anesthésique à l'ESMA puis une deuxième dose dans l'avion, d'où ils étaient jetés à la mer en plein vol. Il y avait des transferts chaque mercredi. »

— Capitaine Francisco Scilingo, In 'El Vuelo' d'Horacio Verbitsky, créateur du Centre d'études légales et sociales (CELS), une des organisations de défense des droits de l'homme argentines.
Soixante-huit personnes ayant servi à l'ESMA sont jugés à partir du 28 novembre 2012, notamment pour leur implication dans les vols de la mort.